# Leonel Brizola
Leonel de Moura Brizola (Carazinho, 22 de enero de 1922 - Río de Janeiro, 21 de junio de 2004) fue un ingeniero civil y político brasileño, de tendencia laborista y socialista. Fue discípulo político de Getúlio Vargas y una de las figuras más influenciales y reconocibles de la izquierda brasileña durante la última mitad del siglo XX.

## Biografía
Nacido en el pueblo de Cruzinha, entonces perteneciente al municipio de Passo Fundo, Brizola fue prefeito (alcalde) de la ciudad de Porto Alegre (1956-1958), gobernador de Rio Grande do Sul (1959-1963), diputado federal por el extinto estado de Estado de la Guanabara (1963-1964), y dos veces gobernador de Río de Janeiro (1983-1987; 1991-1994).
En 1980 tras perder la disputa para registrar el antiguo Partido Laborista Brasileño (PTB) que había sido fundado por Getúlio Vargas en 1945 y clausurado en 1965 por la dictadura brasileña, fundó el Partido Democrático Laborista (PDT), al cual estuvo afiliada Dilma Rousseff desde su fundación hasta el año 2000.
Su influencia política en Brasil empieza por su determinación de garantizar los derechos de João Goulart a asumir la presidencia del país y promover en agosto de 1961 una gran movilización popular conocida por el nombre de la Campaña de la Legalidad en Brasil. Tuvo influencia nacional durante aproximadamente treinta años, incluso cuando fue exiliado por el golpe de 1964, y pasó a vivir en Uruguay, desde donde fue uno de los líderes de la resistencia. Compitió con Luiz Inácio Lula da Silva por el puesto de más importante líder de la izquierda brasileña en la redemocratización durante los años de 1980, decayendo su influencia tras los resultados de las elecciones de 1994.
Fue candidato a la presidencia de Brasil en las elecciones de 1989 y 1994, quedando en el tercer y quinto lugar, respectivamente. En las elecciones de 1998 fue candidato a vicepresidente en la fórmula con Luiz Inácio Lula da Silva, no resultando electo. En esa ocasión fue reelegido Fernando Henrique Cardoso. En las elecciones de 2002 se postuló al senado de la República por el estado de Río de Janeiro, pero no resultó elegido. En esa elección tampoco apoyó la candidatura presidencial de Lula —se habían distanciado nuevamente— sino apoyó a Ciro Gomes
Murió en Río de Janeiro el 21 de junio de 2004 a los 82 años de edad, víctima de problemas cardíacos, tras regresar de su hacienda en el Departamento de Durazno, Uruguay.